# ジェームス西田
ジェームス 西田（ジェームス にしだ、本名：西田 昌弘（にしだ まさひろ）、1952年12月16日 - ）は和歌山県出身の歌手である。

## 来歴
高校生時代は「ザ・マミローズ」というグループを組んで、ピーター・ポール&マリー、ジョーン・バエズなどのコピーバンドをしながら活動。京都産業大学在学中に後輩の大場弘一と影法師を結成し、プロを目指し活動を始める。数々のオーディションを受けている中、テイチクにスカウトされ、1976年、ユニット名を「古時計」に改名し、メジャー・デビュー。デビュー・シングル「ロードショー」は60万枚を売上、爆発的な人気を誇る。続く2ndシングル「季節はずれの走馬燈」は、日本テレビ系ドラマ「ひまわりの道」の主題歌として、C/W「悲願橋」は挿入歌として使用されたが、大手楽器メーカーに就職が決まり音楽活動を休止。その後独立し、人材派遣会社を興す。
2005年、音楽活動を再開。ソロとして2007年にテイチクより「君だけにこの愛を」を発表。2016年3月、古時計デビュー40周年・ソロ活動10周年記念シングル「明日は君のためにある」をリリース。

## ディスコグラフィー

### シングル
- 君だけにこの愛を/とどかぬ思い（2005年11月17日）[3]
- 君だけにこの愛を/とどかぬおもい（2007年4月25日）[4]

1. 君だけにこの愛を
2. とどかぬおもい
3. 君だけにこの愛を(オリジナル・カラオケ)
4. とどかぬおもい(オリジナル・カラオケ)

- 僕のにゃ～（2015年2月18日）[5]

1. 僕のにゃ～
2. 心の扉 (Twilight Ver)
3. 僕のにゃ～  (Rock Ver)

- 明日は君のためにある（2016年3月9日）[6]

1. 明日は君のためにある
2. 今に見ていろ俺だって (Challenge Ver.)
3. 明日は君のためにある (Instrumental)

- ありがとう（2022年12月14日）[7]

1. ありがとう
2. 自分を信じて
3. ありがとう(カラオケ)
4. 自分を信じて(カラオケ)

- ありがとう (NEW ver.)（2023年8月23日）[8]

1. ありがとう (NEW ver.)
2. 自分を信じて (NEW ver.)
3. ありがとう (NEW ver.)(カラオケ)
4. 自分を信じて (NEW ver.)(カラオケ)

### アルバム
- LOVERS[9] - 2008年4月23日　テイチクエンタテインメント

1. いつもいつもケンカばかり
2. EVERY
3. 夢を追いかけ
4. 一人の時に思う事
5. 青春の影
6. とどかぬ想い
7. 始発
8. ロードショー

- I LOVE YOU[10] - 2010年2月17日　テイチクエンタテインメント

1. 君となら
2. I LOVE YOU
3. Sky boy
4. いつもいつもケンカばかり (アコースティックバージョン)
5. どっちもどっち
6. 君と僕のハーモニー
7. 白い嵐
8. 春よ来い
9. 通り過ぎる街
10. つながり

- ABRACADABRA  ～アブラカダブラ～[11] - 2010年12月15日　テイチクエンタテインメント

1. 絆
2. ABRACADABRA
3. あ～いい気分
4. 恋しくて
5. KU・SHI・RO
6. Fura Fura
7. 命ある限り
8. 風にさまよう
9. Wedding
10. 生まれてきてよかったね
11. WHAT IS LOVE?
12. そばにいて

- 明日に向って撃て 〜SHOOT TOWARD TOMORROW〜[12] - 2013年3月20日　ナイスミュージック

1. 今に見ていろ俺だって
2. 夢を貫き通せ
3. 愛する人へ
4. Sky High
5. 時は流れて夢の中
6. やめらんねェ とまんねェ
7. Lucky Dream
8. 君を忘れないよ
9. Happy Dream
10. サラリーマン ブギ
11. 明日は晴れるや
12. もしも…
13. 恋闇

- 前に前に - 2014年11月19日[13]　ナイスミュージック

1. 前に前に
2. 心の扉
3. 明日から明日へ
4. My Angel
5. 君だけにこの愛を(Acoustic Ver.)
6. 今この時を
7. ロードショー(Dramatic Ver.)
8. 前に前に(Rock Ver.)　全8曲

## 出演

### テレビ
- イブニングDON DON（RSKテレビ）
- 2minutes　夢の肖像（RSKテレビ）
- テレビせとうち
- 岡山放送
- 西日本放送
- BSテレビ東京
- ニッポン放送